# フリオ・マンスール
フリオ・セサル・マンスール・カファレナ（スペイン語: Julio César Manzur Caffarena、1981年6月22日 - ）は、パラグアイの元サッカー選手。元パラグアイ代表。ポジションはDF。

## 経歴

### クラブ
クラブ・セロ・コラの下部組織出身でトップチームに昇格後、クラブ・グアラニーに移籍。その後、サントスFCにも在籍したが、1年でグアラニに復帰した。
2007年にCFパチューカに移籍。2009年には同クラブからクラブ・リベルタにレンタル移籍した後、CAティグレにレンタル移籍しコパ・スダメリカーナ2009にも出場した。
2010年にオリンピア・アスンシオンに加入。その後、パラグアイ代表でのパートナーであるデニス・カニサの後任としてCFパチューカのグループが保有するクラブ・レオンに移籍。年内にグアラニーに復帰、2013年にオリンピア・アスンシオンに再加入。2015年にクラブ・ルビオ・ニュで1シーズンプレーし引退した。

### 代表
U-23代表としてはアテネオリンピックに出場、銀メダルを獲得した。
A代表としてはコパ・アメリカ2004のブラジル代表戦で初出場すると、2006 FIFAワールドカップやコパ・アメリカ2007にも出場した。2011年12月21日に行われたチリ代表との親善試合で代表唯一の得点を記録した。代表最後の試合となったのは2012年4月25日に行われたグアテマラ代表との親善試合であった。

## 代表歴

### 出場大会
- パラグアイ代表
  - 2006 FIFAワールドカップ

### 試合数
- 国際Aマッチ 32試合 1得点（2004年-2012年）[2]

| パラグアイ代表 | 国際Aマッチ | 国際Aマッチ |
| 年             | 出場        | 得点        |
| -------------- | ----------- | ----------- |
| 2004           | 5           | 0           |
| 2005           | 6           | 0           |
| 2006           | 5           | 0           |
| 2007           | 4           | 0           |
| 2008           | 4           | 0           |
| 2009           | 2           | 0           |
| 2010           | 1           | 0           |
| 2011           | 2           | 1           |
| 2012           | 3           | 0           |
| 通算           | 32          | 1           |

## タイトル

### クラブ
サントス
- カンピオナート・パウリスタ: 2006

パチューカ
- スーパーリーガ: 2007
- CONCACAFチャンピオンズカップ: 2008

### 代表
パラグアイU-23
- オリンピックサッカー競技:

銀メダル: 2004